# Carl von Heyden
Pour les articles homonymes, voir Heyden.
Carl Heinrich Georg(es) von Heyden (20 janvier 1793 à Francfort - 7 juillet 1866) est un sénateur et entomologiste allemand. Il collectionnait les insectes de tous les ordres, mais il s'intéressait plus particulièrement aux coléoptères, microlépidoptères, hyménoptères, diptères et insectes fossiles. Sa collection a été répartie entre l'Institut entomologique allemand et le musée Senckenberg.